# 壇蜜古画
壇蜜古画（だんみつのいにしえ）は、北海道テレビ放送（HTB）が製作する、日本のドキュメンタリー番組。女優・タレントとして活躍する壇蜜の冠番組である。
2013年7月25日から同年9月26日まで、『HTB深夜開拓魂』第12弾として木曜日深夜（金曜日未明）0時50分〜1時5分に放送。また2014年10月2日から同年12月18日まで、『HTB深夜開拓魂』第17弾として「壇蜜古画 第二章」（だんみつのいにしえ だいにしょう）が放送された。

## 概要
北海道内に未だ存在する廃墟（番組内では「死を迎えた建物」とも表現している）を紹介し、証言者のインタビューを交えながら、壇蜜によるナレーションで綴るドキュメンタリー番組。紹介した廃墟は実際に立ち入り禁止になっている場所が多いため、特別に許可を得て撮影を行っている。
2011年10月期の『帰省なう』、2012年7月期の『実録!?』に続くドキュメント路線であるが、前2作のようなバラエティ色や壇蜜の売りであるお色気路線を一切排除した構成となっている。

## 放送リスト

### 第一章
| 回 | 放送日 （2013年） | サブタイトル                              | 証言者                                           |
| -- | ----------------- | ----------------------------------------- | ------------------------------------------------ |
| 1  | 7月25日           | 消えた街 雄別 ～釧路市阿寒町～            | 渡辺淳一（作家。上砂川町出身）                   |
| 2  | 8月8日            | 光と空虚の小学校 ～美唄市～               | 藤本和巳（「焼きとりたつみ」2代目店主）          |
| 3  | 8月15日           | 拝啓 清水沢火力発電所様 ～夕張市～        | 萩原義弘（写真家）                               |
| 4  | 8月22日           | 記憶を繋ぐ変電所 ～三笠市幌内～           | キートン山田（声優。三笠市出身）                 |
| 5  | 8月29日           | 2度の終焉を迎えた小学校 ～羽幌町～        | 室田憲作（羽幌町町議会議長）                     |
| 6  | 9月5日            | 消えた“一砿一家” ～羽幌町築別～           | 岸本光夫（元「築別炭鉱スキー場」勤務）           |
| 7  | 9月12日           | ゴールドラッシュの夢の跡 ～紋別市鴻之舞～ | 小玉勝信（紋別市のボランティアガイド）           |
| 8  | 9月19日           | 繁栄の忘れ形見 ～紋別市鴻之舞～           | 長谷川初範（俳優。紋別市出身）                   |
| 9  | 9月26日           | 「夢しかなかった男たち」の古画 ～羽幌町～ | みのや雅彦（シンガーソングライター。羽幌町出身） |

- 第5回に登場した羽幌太陽小学校の校舎
- 第7・8回に登場した紋別市鴻之舞の廃屋

### 第二章
| 回 | 放送日 （2014年） | サブタイトル                                  | 訪問地                        | 証言者                                     |
| -- | ----------------- | --------------------------------------------- | ----------------------------- | ------------------------------------------ |
| 1  | 10月2日           | War Is Over ～稚内市～                        | 旧海軍無線送信所              | 近藤政市（戦後、送信所で勤務）             |
| 2  | 10月9日           | 記憶を刻む家 ～小樽市～                       | 春香山荘                      | 本郷弦（俳優、本郷新の孫）                 |
| 3  | 10月16日          | 色あせる館…館の最期 ～鹿部町～                | 大沼第二発電所 大沼第三発電所 | 鈴木周作（イラストレーター）               |
| 4  | 10月23日          | 沈黙の要塞 ～函館市～                         | 函館要塞（函館山と砲台跡）    | 谷村志穂（作家）                           |
| 5  | 10月30日          | 消えた炭礦…記憶をカタチに ～浦幌町～          | 浦幌炭礦跡                    | 杉本年明（浦幌炭礦元住人）                 |
| 6  | 11月6日           | 朽ちる戦跡 ～広尾町・大樹町・函館市戸井地区～ | 太平洋沿岸トーチカ群 旧戸井線 | 矢野直美（鉄道フォトライター）             |
| 7  | 11月13日          | 歓喜と無念が眠るヤマ ～羽幌町～               | 羽幌炭鉱上羽幌坑              | 工藤俊也（羽幌炭鉱ガイド）                 |
| 8  | 11月20日          | 儚き鉄路 ～白糠町～                           | 旧国鉄白糠線                  | 越野忠則（バルセロナ五輪柔道銅メダリスト） |
| 9  | 11月27日          | 灰色のヤマ ～白糠町～                         | 明治庶路炭礦                  | 住谷正治（庶路炭礦元坑夫）                 |
| 10 | 12月4日           | 男たちが宝を求めた鉱山 ～上ノ国町～           | 中外鉱山上国鉱業所            | 古谷徹（中外鉱山早川地区元住民）           |
| 11 | 12月11日          | 二度と戻ってこない炭鉱（マチ） ～三笠市～     | 北炭幾春別炭鉱                | 森田三男（三笠市幾春別出身）               |
| 12 | 12月18日          | 最終話 思い出を語る校舎 ～羽幌町～            | 羽幌町立曙小学校              | 中山康彦（曙小学校元教師）                 |

- 第7回に登場した旧戸井線の橋脚（汐首灯台直下から撮影）
- 第8回に登場した旧白糠線上茶路駅の跡地

### 壇蜜古画スペシャル
| 回 | 放送日        | タイトル                                  | 訪問地                          | 証言者                                          |
| -- | ------------- | ----------------------------------------- | ------------------------------- | ----------------------------------------------- |
| SP | 2015年 4月4日 | 壇蜜古画スペシャル ～遠ひ記憶への旅立ち～ | 美唄市我路地区 美唄市南美唄地区 | 寺田榮一（美唄市東美唄出身） 萩原義弘（写真家） |

## スタッフ
- 企画：窪井響（第二章では「原案」とクレジットされていた。）
- 撮影：道下学、小山康範、三戸史雄、図司祐介[9]、冨士朝未[9]、浅野光宏[9]、原田航介[9]
- 撮影助手：石山史也[10]、高橋政人、宮前裕輝、高橋譲斗[9]、羽田将暉[9]、阿部祥一郎[9]
- 音声：松澤聡、佐貫亮太、関千尋、高橋政人[9]、藤田和也[9]
- 音効：沢里憲壮
- MA：酒巻良明
- タイトル：浜田次朗
- 美術：山﨑耕司、柴田有弓、加藤千晶
- WEB：HTBポッドキャスト1号
- ディレクター：加藤和弥[11]、辻崎剛広、海野祐至、南部健吾[12]、竹村光輝[9]、中野勝志[9]
- プロデューサー：戸島龍太郎（第一章の第1・2回のみ）、大畑準介（第一章第3〜9回、第二章）
- 協力：クロステレビビジョン、BgBee
- 制作著作：北海道テレビ放送

## ネット局
壇蜜古画スペシャル
- 北海道テレビ放送（HTB）：2015年4月4日 土曜日 9:50 - 10:20（制作局）
- 熊本朝日放送（KAB）：2015年5月17日 日曜日 15:55 - 16:25
- テレビ神奈川（tvk）：2015年7月2日 木曜日 23:00 - 23:30